# スポーツNOWスペシャル
『スポーツNOWスペシャル』（スポーツナウスペシャル）は、1984年7月2日から同年9月17日までテレビ朝日系列局で放送されていたテレビ朝日製作のスポーツ情報番組である。全7回。

## 概要
最新のスポーツ情報と話題のスポーツエピソードを紹介していた番組で、スタジオからの生放送を基本としていた。前番組『スポーツ宝島』の改題リニューアル版だが、8月中にはロサンゼルスオリンピック中継などの影響で中断が多く、3か月の間に7回しか放送されなかった。

## 放送時間
いずれも日本標準時。
- 月曜 20:00 - 20:54 （1984年7月2日 - 1984年8月20日）
- 月曜 19:30 - 20:54 （1984年9月3日 - 1984年9月17日） - 『The♥かぼちゃワイン』の終了に伴い、放送枠が30分拡大。